# Antares (chalutier)
Pour les articles homonymes, voir Antarès (homonymie).
L'Antares est un navire de pêche basé à Carradale, au Royaume-Uni.
Alors qu'il pêche au large de l'île d'Arran le 22 novembre 1990, il sombre entraînant la mort des quatre membres d'équipage après que sa ligne de chalut soit accrochée par le sous-marin nucléaire HMS Trenchant de la classe Trafalgar de la Royal Navy. La base HMNB Clyde est en effet proche. L'enquête conclut que l'accident a été causé par un défaut de vigilance à bord du Trenchant.
La série télévisée Vigil se serait inspirée de cet événement dans son intrigue.